# Wilhelm-Hoegner-Preis
Der Wilhelm-Hoegner-Preis wurde 1987 anlässlich des 100. Geburtstages von Wilhelm Hoegner von der Landtagsfraktion der bayerischen SPD gestiftet. Er wird seit 1988 in der Regel jährlich an „Persönlichkeiten vergeben, die sich in besonderer Weise um den Erhalt und die Sicherung der Freiheits- und Bürgerrechte im Sinne Wilhelm Hoegners verdient gemacht haben“ (zitiert aus der Laudatio Franz Magets am 1. Juli 2008). Die Auswahl der Preisträgerin oder des Preisträgers wird durch ein vierköpfiges Kuratorium getroffen.

## Preisträger
- 1988: Ernst Müller-Meiningen junior
- 1990: Heinrich Albertz
- 1991: Martin Hirsch
- 1992: Regine Hildebrandt
- 1993: Wilhelm Ebert (Präsident des BLLV)
- 1994: Ernst Maria Lang
- 1995: Ilse Kümpfel-Schliekmann (Ponkie)
- 1996: Hildegard Hamm-Brücher und Hans-Jochen Vogel
- 1997: Carl Amery
- 1998: Hans Riehl
- 1999: Helmut Zilk
- 2000: Biermösl Blosn und Jörg Hube
- 2001: Dieter Hildebrandt
- 2002: Hubert Weinzierl
- 2003: Brigitte Dorschner (Gebärdenlehrerin), Klaus Kreuzeder und Max Weber
- 2004: Günter Verheugen
- 2005: Hans Schuierer
- 2007: Albin Dannhäuser (Präsident des BLLV)
- 2008: Barbara Distel und Max Mannheimer
- 2010: BISS, RISS, Donaustrudl und Straßenkreuzer (Straßenzeitungen)
- 2011: Heribert Prantl
- 2013: Bayerisches Bündnis für Toleranz, Gegen Vergessen – Für Demokratie und Weiße Rose Stiftung
- 2014: Martin Schulz
- 2015: DGB Bayern
- 2016: Dieter Reiter für das Engagement der Münchner Bürgerschaft in der Flüchtlingshilfe
- 2017: Andrea Nahles
- 2018: VdK (Bayern)
- 2021: Hubert Weiger

## Preisverleihung 2010
2010 würdigte die SPD-Landtagsfraktion mit dem Wilhelm-Hoegner-Preis erstmals nicht die herausragenden Leistungen einer Einzelperson, sondern das Engagement der Menschen, die die sozial engagierten Straßenmagazine BISS (München), Donaustrudl (Regensburg), Riss (Augsburg) und Straßenkreuzer (Nürnberg) herausbringen. „Mit dem Preis setzen wir im Europäischen Jahr zur Bekämpfung von Armut und sozialer Ausgrenzung auch ein politisches Zeichen. Gegen Sozialabbau. Gegen Entsolidarisierung und für ein gerechteres Bayern. Die Preisträger sind sogenannte Straßenzeitungen. Sie haben sich dem Ziel verschrieben, Menschen in Not, in sozialen Schwierigkeiten, Menschen, die auf der Straße leben, zu unterstützen,“ erklärte SPD-Fraktionschef Markus Rinderspacher beim Festakt im Bayerischen Landtag.
Eingeladen waren auch die Macher der Obdachlosenzeitungen und die Verkäufer. Markus Rinderspacher: „Arme und Obdachlose haben für gewöhnlich keine Lobby. Straßenzeitungen wie Biss, Riss, Donaustrudl und Straßenkreuzer nehmen sich der Ausgegrenzten an. Sie helfen denen, die in Not sind, verleihen Ihnen eine Stimme, verschaffen ihnen Gehör und machen in unserer Wohlstandsgesellschaft auf ein soziales Problem aufmerksam, welches es in entwickelten Zivilisationen so nicht geben dürfte. In den vier Straßenmagazinen haben Obdachlose wichtige Fürsprecher und Anlaufstellen.“ Laudatorin war die stellvertretende SPD-Vorsitzende und Sozialministerin in Mecklenburg-Vorpommern, Manuela Schwesig.

## Weblink
- Meilensteine der Demokratie in Bayern: DIE WILHELM-HOEGNER-PREISE DER BAYERNSPD-LANDTAGSFRAKTION Oktober 2015